# پرس‌آوا، یاردیملی
پرس‌آوا (به لاتین: Porsava یا Porsova) یک منطقه مسکونی در جمهوری آذربایجان است که در شهرستان یاردیملی واقع شده است. پرس‌آوا ۸۵۱ نفر جمعیت دارد.